# Linia zăpezii

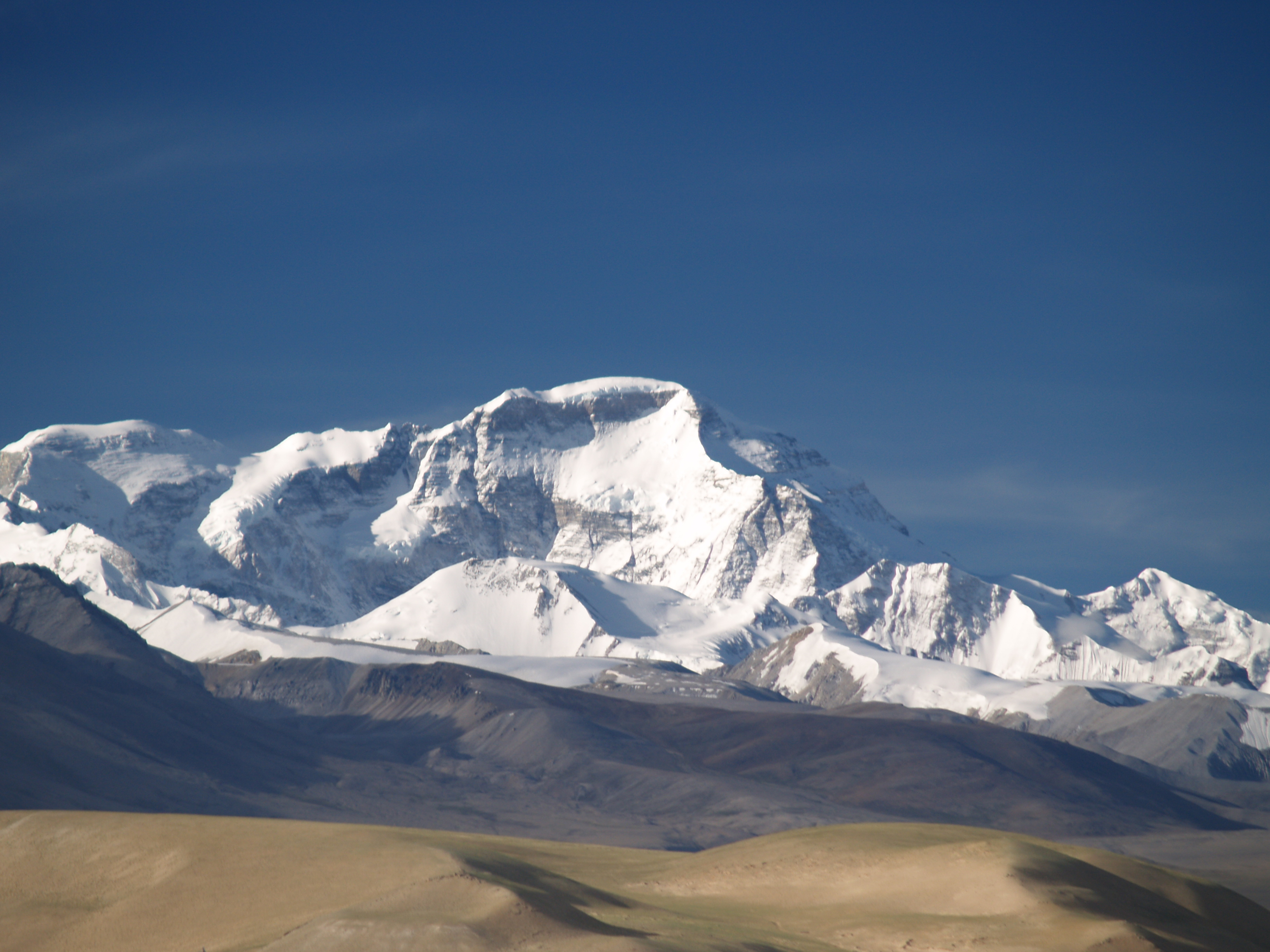
Linia climatică a zăpezii — 6.000 m — Cho Oyu (8.201 m), Himalaya

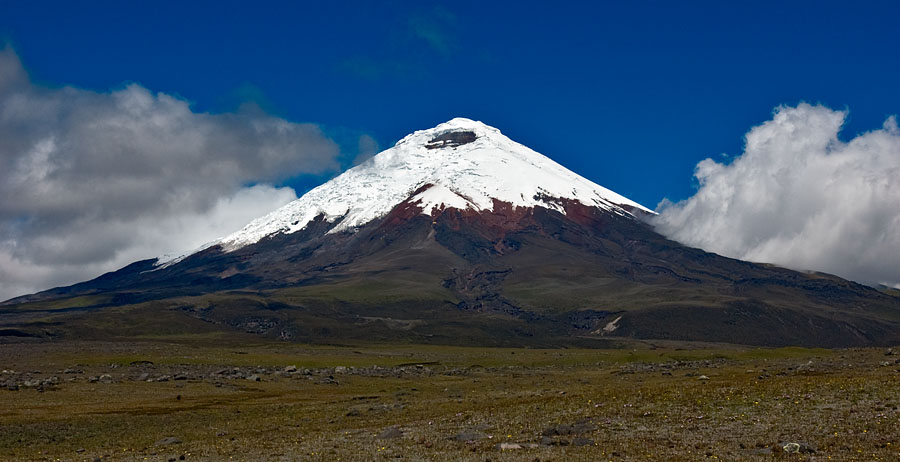
Linia climatică a zăpezii — 5.000 m — Vulcanul Cotopaxi (5.897 m), Anzii Cordilieri

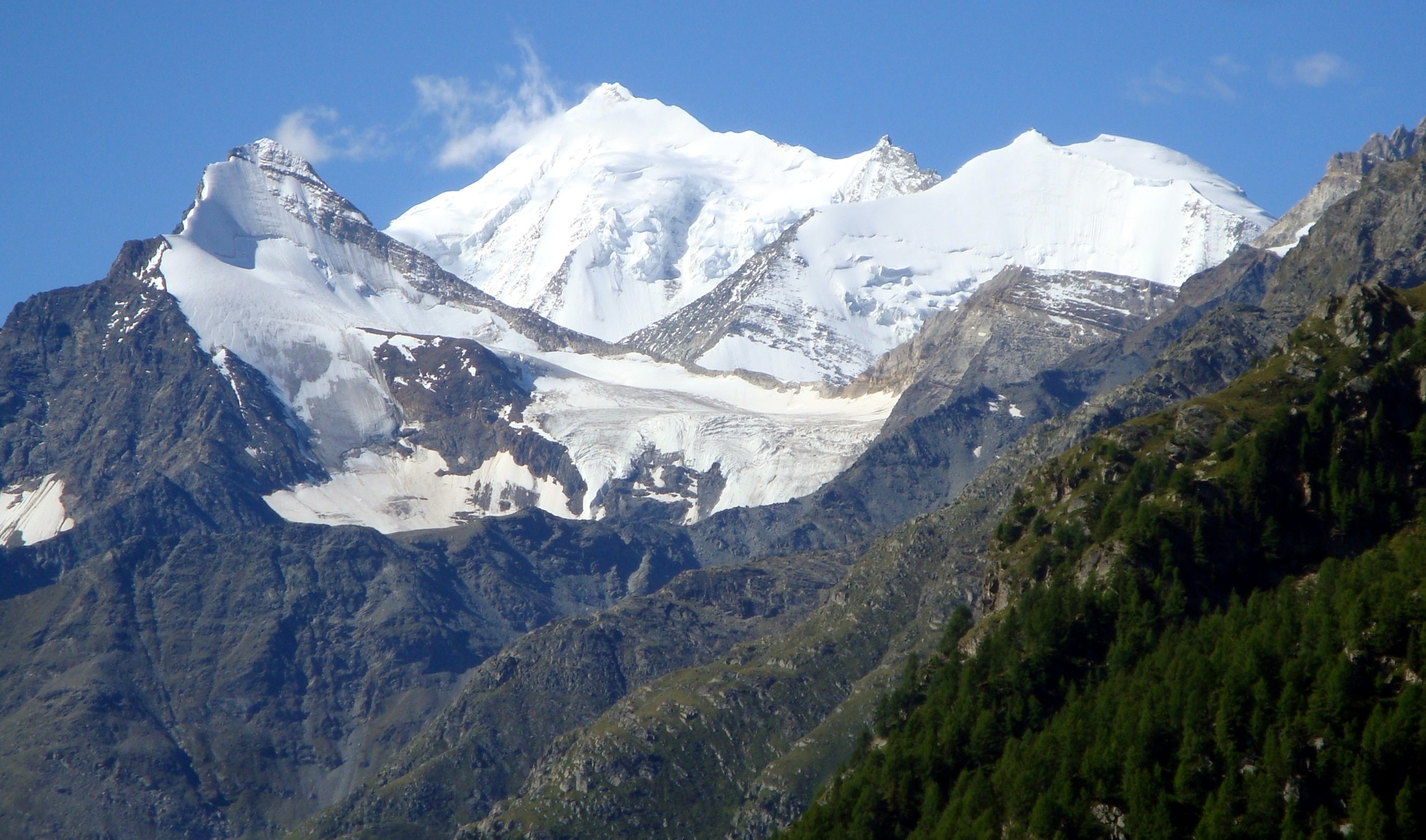
Linia climatică a zăpezii — 3.000 m — Brunegghorn și Weisshorn (4,506 m), Alpi

Linia climatică a zăpezii, sau, pe scurt linia zăpezii este limita dintre suprafețele acoperite cu zăpadă și cele care nu au zăpadă.  Linia momentană a zăpezii variază sezonal, putându-se găsi la altitudini semnificativ mai joase sau mai înalte, depinzând de sezon, condiții atmosferice și climaterice ale momentului, și altele. Linia permanentă a zăpezii este curba de nivel deasupra căreia zăpada există de-a lungul întregului an.
Linia zăpezii, care este simultan și zona minimă topografică la care poate exista un „covor de zăpada,” este o linie neregulată de-a lungul suprafeței terenului la care acumularea de apă în stare solidă echivalează ablația, care este suma evaporării și a topirii. Linia reală a zăpezii variază mult în altitudine și „design,” depinzând de mai mulți factori, așa cum sunt altitudinea, latitudinea, sezonul anului, precipitațiile (solide și lichide), orientarea pantelor montane, temperatura medie anuală, mișcările aerului. 
La latitudini ridicate, în apropierea polilor, unde temperaturile medii anuale sunt scăzute, linia efectivă a zăpezii este de joasă altitudine. La latitudini joase, la tropice sau în apropierea ecuatorului, linia zăpezii se găsește la altitudini foarte mari (de obicei, de la 4.000 de metri în sus). Considerând suprafețe largi , corespunzând definiției primare a noțiunii, termenul linia climatică a zăpezii, care variază în contur și latitudine, corespunzător cu variațiile climatice globale, poate fi folosit cu acuratețe. Similar, în timpul perioadelor glaciare, linia climatică a zăpezii a fost mai coborâtă cu orice între 600 și 1.200 de metri.

## Generalități
Termenul de linia climatică a zăpezii este un termen general pentru limita schimbătoare sezonal dintre suprafețele acoperite de zăpadă (și gheață) și cele neacoperite. Definițiile liniei zăpezii au diferite variațiuni, depinzând de accentuarea pe aspectul temporal sau cel spațial. În diferite regiuni, schimbarea altitudinii și configurației linii zăpezii, la sfârșitul sezonului de topire, reflectă corespunzător dinamica sezonului.
Altitudinea și conformația finală a liniei zăpezii în mediile ecologice montane este subiect al variabilității climatice, fiind diferită de la an la an. Astăzi, linia zăpezii este monotorizată folosind camere automate, fotografie aeriană ori imagini satelitare. Datorită acestei accesibilități aeriene și spațiale, linia zăpezii poate fi determinată oriunde, relativ ușor și cu mare precizie. Acest aspect al determinării liniei zăpezii este extrem de folositoare oriunde, dar mai ales în zonele greu accesibile terestru. În același timp, linia zăpezii, atât cea instantanee cât și cea sezonală, devin importante variabile în modelarea hidrologică.

## Alte denumiri ale liniei zăpezii
Altitudinea medie a liniei zăpezii tranziționale este denumită linia climatică a zăpezii, fiind utilizată ca un parametru important în clasificarea regiunilor naturale în funcție de condițiile climatice. Astfel, limita dintre zona de acumulare și zona de ablație reprezintă exact linia zăpezii, denumită - datorită acestei perspective - și altitudinea liniei de echilibru (în engleză, [The] Equilibrium Line Altitude, acronim ELA).  
O altă denominalizare a conceptului, referindu-se la modul în care dimensiunile ghețarilor variază anual, este linia anuală a zăpezii. Regiunea ghețarului de sub această linie fusese parte a acelei porțiuni a ghețarului care fusese obiectului unei topiri parțiale a acestuia. Termenul linia orografică a zăpezii este utilizat pentru a descrie linia zăpezii pe orice altă suprafață decât cea a unui ghețar. Termenul linia regională a zăpezii este utilizat pentru a descrie zone ample.  În sfârșit, termenul linia permanentă a zăpezii descrie altitudinea la care zăpada persistă în tot timpul anului. 

## Linia zăpezii a diferitelor regiuni ale globului
Combinația locală de altitudine și latitudine are un rol în conturul și plasamentul exact al liniei zăpezii într-un caz particular. La ecuator sau în apropierea acestuia, este de obicei situată în jur de 4.500 de metri altitudine, deasupra nivelului mării.

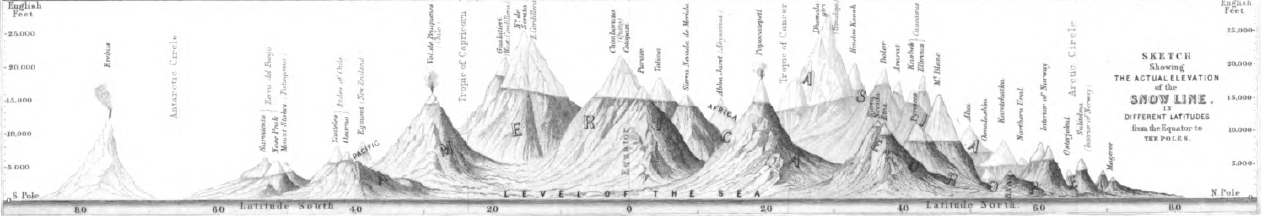
Această schița din 1848, realizată de Alexander Keith Johnston (1804 - 1871) este o ilustrare excelentă a altitudinii liniei zăpezii ca o funcție de latitudine, pentru munții din America, Europa și Asia.

Pe măsură ce se înaintează, dinspre ecuator înspre spre cele două tropice, Racului și Capricornului, este interesant că linia zăpezii mai întâi crește, ajungând la un maximum de circa 5.500 - 5.700 de m, în cazul munților Himalaya, aflați în emisfera nordică, respectiv la lipsa permanentă a zăpezii, din cauza aridității extreme, în cazul Anzilor Cordilieri, aflați în emisfera sudică. Apoi, pe măsură ce latitudinea crește, linia zăpezii coboară continuu, fiind în cazul Alpilor la altitudinea de circa 3.000 de metri, mai apoi scăzând continuu, ajungând astfel, în apropierea calotelor polare să fie la nivelul mării, identificându-se total cu zăpada și gheața permanente, specifice climatului local, cel polar. 
În cele două emisfere, pe fețele montane care sunt situate spre ecuator, cea sudică, în cazul emisferei nordice, respectiv cea nordică, în cazul emisferei sudice, linia zăpezii se formează la altitudini mai ridicate, datorită expunerii solare directe mai îndelungate. Analog, pe fețele situate spre poli, cea nordică (în emisfera nordică) și cea sudică, în emisfera sudică, din cauza expunerii directe solare mai scăzute, linia zăpezii se formează la altitudini mai joase.

## Echilibrul liniei ghețarilor

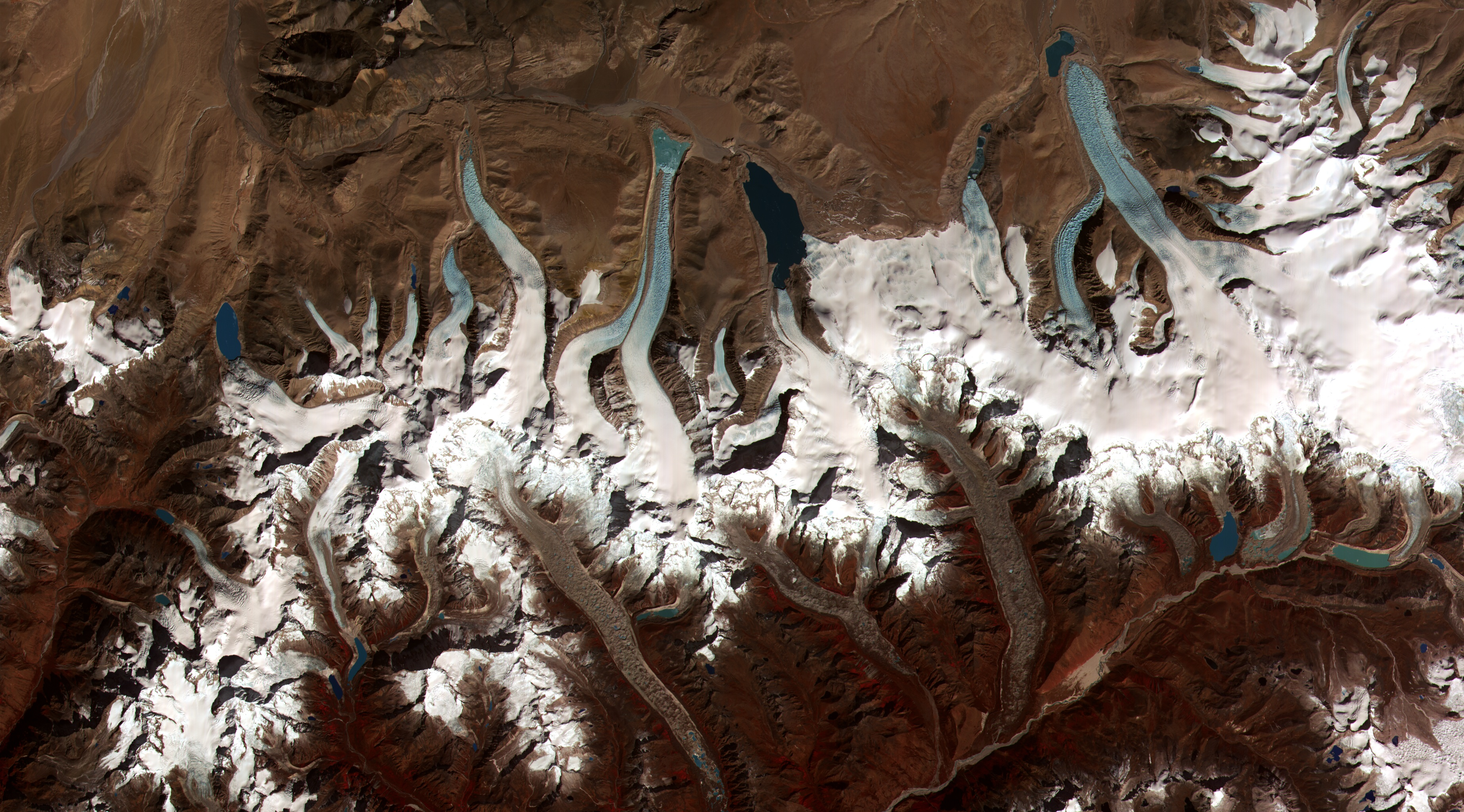
Imagine din satelit a limitei ghețarilor și a zăpezii din BHU, deci a liniei ghețarilor și a zăpezii. Se văd și lacurile glaciare formate mai jos de linia zăpezii.

Linia de echilibru a ghețarilor reprezintă zona de tranziție dintre zonele de ablație și acumulare ale precipitațiilor solide ale apei. Depinzând de grosimea ghețarului, această linie este variabilă întrucât depinde de masa efectivă de gheață din fiecare zonă. Indicii de acumulare și ablație pot fi de asemenea folosiți pentru localizarea punct cu punct a acestei curbe. 
Determinarea traseului acestei linii, precum și a valorilor sale punctuale, în toate punctele ghețarului, este un indiciu foarte important întrucât datorită acestei linii se poate determina creșterea, stagnarea sau descreșterea masei și volumului acestui ghețar. Prezența liniei de echilibru într-o poziție mai ridicată va indica creșterea ghețarului. Similar, prezența mai joasă a acestei linii va indica descreșterea, deci topirea ghețarului. Zona terminus a unui ghețar avansează sau se retrage bazat pe poziția acestei linii de echilibru a ghețarului.
Oamenii de știință folosesc senzori de distanță pentru a estima mai precis localizarea acestei linii a ghețarilor în întreaga lume. Cu ajutorul imaginilor luate din satelit, se poate determina cu o precizie destul de mare, dacă ghețarii cresc, stagnează sau descresc. . Aceste metode interdisciplinare sunt extrem de folositoare pentru estimarea variaței globale a masei de gheață din ghețari întrucât accesarea directă a acestora este foarte dificilă. De asemenea, ajută foarte mult la estimarea mai corectă a schimbărilor climatice pe tot globul, deci la determinarea variațiilor medii globale ale climei și ale climatelor.

## Recorduri
Cel mai înalt munte aflat sub limita limita zăpezii este Ojos del Salado un vârf montan din Anzi cordilieri, mai exact din deșertul Atacama.

## Nivele aproximative
| Loc / Locație                                 | Latitudine | Altitudine  |
| Svalbard                                      | 78°N       | 0300–600 m  |
| Groenlanda                                    | 70°N       | 0100–500 m  |
| Scandinavia – la Cercul polar                 | 67°N       | 1000–1500 m |
| Islanda – întreaga insulă                     | 65°N       | 0700–1100 m |
| Nordul Asiei – Siberia – Rusia                | 63°N       | 2300–2800 m |
| Sudul Scandinaviei                            | 62°N       | 1200–2200 m |
| Alaska Panhandle – Statele Unite ale Americii | 58°N       | 1000–1500 m |
| Kamchatka (costală)                           | 55°N       | 700–1500 m  |
| Kamciatka (interior) – Rusia                  | 55°N       | 2000–2800 m |
| Alpi (pantele nordice)                        | 48°N       | 2500–2800 m |
| Alpii centrali                                | 47°N       | 2900–3200 m |
| Alpii (pantele sudice)                        | 46°N       | 2700–2800 m |
| Caucaz                                        | 43°N       | 2700–3800 m |
| Pirineii – Spania                             | 43°N       | 2600–2900 m |
| Gran Sasso d’Italia – Italia                  | 42°N       | 2600–2800 m |
| Munții Pontici – Turcia                       | 41°N       | 3800–4300 m |
| Munții Stâncoși – Statele Unite ale Americii  | 40°N       | 2100–3350 m |
| Munții Karakorum – Asia Centrală              | 36°N       | 5400–5800 m |
| Transhimalaya                                 | 32°N       | 6300–6500 m |
| Himalaya                                      | 28°N       | 6000 m      |
| Citlaltépetl – Mexic                          | 19°N       | 5100–5500 m |
| Pico Cristóbal Colón – Columbia               | 11°N       | 5000–5500 m |
| Munții Rwenzori – Uganda                      | 1°N        | 4700–4800 m |
| Muntele Kenya – Kenya                         | 0°         | 4600–4700 m |
| Anzii doar în Ecuador                         | 1°S        | 4800–5000 m |
| Cordillera Central (Noua Guinee)              | 2°S        | 4600–4700 m |
| Kilimanjaro – Tanzania                        | 3°S        | 5500–5600 m |
| Anzii doar în Bolivia                         | 18°S       | 6000–6500 m |
| Anzii doar în Chile                           | 30°S       | 5800–6500 m |
| Ruapehu – Noua Zeelandă                       | 37°S       | 2500–2700 m |
| Alpii Sudici – Noua Zeelandă                  | 43°S       | 1600–2700 m |
| Tierra del Fuego – Argentina și Chile         | 54°S       | 0800–1300 m |
| Antarctica                                    | 70°S       | 00–400 m    |

Comparați utilizarea termenului de „linia zăpezii”, indicând limita efectivă dintre suprafețele cu zăpadă și cele neacoperite de forme solide ale apei.

## Articole pe teme de glaciologie
- Aisberg
- Alpii înalți
- Antarctica
- Arctica
- Ablație (fenomen)
- Balanța masei unui ghețar
- Banchiză
- Calotă glaciară
- Calotă polară
- Circ glaciar
- Climatul calotelor polare
- Criosferă
- Ecoton, tranziția între două comunități ecologice
- Efectul de trecere, efectul de contrast între mediile diferite ale unui ecosistem
- Efectul Massenerhebung
- Gheață
- Ghețar
- Glaciologie
- Încălzirea globală
- Înzăpezire
- Lac glaciar
- Linia arborilor
- Linia ghețarilor
- Linia înghețului
- Linia de îngheț (astrofizică)
- Linia zăpezii
- Listă de țări în care ninge
- Listă de lacuri din România
- Morenă
- Nivologie
- Sculptura în gheață
- Spărgător de gheață
- Zăpadă
- Zonă de ablație
- Zonă de acumulare